# Steven Weinberg
(dal capitolo finale de I primi tre minuti, 1977, trad. Libero Sosio)
Steven Weinberg (New York, 3 maggio 1933 – Austin, 23 luglio 2021) è stato un fisico statunitense, premio Nobel nel 1979.

## Biografia
I suoi genitori, Frederick ed Eva Weinberg, erano immigrati austriaci di origini ebraiche.
Si laureò nel 1954 alla Cornell University e ottenne il Ph.D. (dottorato di ricerca) in fisica alla Princeton University nel 1957. Si sposò con Louise nel 1954, quando entrambi erano studenti alla Cornell University. 
Weinberg condusse il suo lavoro di ricerca presso la Columbia University e poi al Lawrence Berkeley National Laboratory prima di giungere alla Università della California - Berkeley nel 1960, dove nel 1963 nacque sua figlia Elizabeth.
Nel 1967 propose la sua versione della teoria elettrodebole. Fino a quel momento l'elettromagnetismo e l'interazione debole erano note come due interazioni fondamentali separate, che operavano attraverso lo scambio rispettivamente di fotoni, particelle prive di massa a riposo il cui raggio di azione è illimitato, e di bosoni dotati di massa, il cui raggio di azione è limitato alle dimensioni nucleari. Weinberg previde le caratteristiche di tali bosoni identificandoli come i bosoni W e Z e dimostrò in particolare che questi ultimi e i fotoni, nonostante le apparenti differenze, sono elementi di una stessa interazione, che prese il nome di elettrodebole. A questa teoria, validata sperimentalmente negli anni settanta e ottanta, si arrivò anche grazie agli studi di Abdus Salam e Sheldon Lee Glashow, che nel 1979 condivisero con Weinberg il Premio Nobel per la Fisica.
Per un breve periodo (1968-69) Weinberg fu professore al Massachusetts Institute of Technology. Dopo un ritorno in California, nel 1973 si spostò di nuovo sulla East Coast, ad Harvard. Dal 1982 ha lavorato alla Università del Texas ad Austin.

## Concezione filosofica e religiosa
Steven Weinberg si dichiarava ateo. In una intervista per The Atheism Tapes così espresse una volta la sua posizione: 

## Opere
- Gravitation and Cosmology -- Principles and Applications of the General Theory of Relativity, 1972
- I primi tre minuti, 1977
- The Quantum Theory of Fields, in tre volumi
- Facing Up --- Science and its Cultural Adversaries, 2002
- Glory and Terror -- The Growing Nuclear Danger, 2004
- Cosmology, 2008
- Lake Views: This World and the Universe, 2010
- Lectures on quantum mechanics 2012, Cambridge University Press
- Spiegare il mondo, 2016, Arnoldo Mondadori Editore
- Lectures on Astrophysics, 2019, Cambridge University Press